# پان‌سیتوپنی
پان‌سیتوپنی (انگلیسی: Pancytopenia) نام یک وضعیت پزشکی است که طی آن گلبول‌های قرمز، گلبول‌های سفید و پلاکت‌ها کاهش می‌یابند. اگر تنها یکی از این سه شاخص، نرمال باشد، می‌توان از اصطلاحِ «بای‌سیتوپنی» استفاده کرد (دو عدد دیگر کاهش یافته‌اند).
برخی مشکلات درمان‌زاد، ممکن است موجب بروز پان‌سیتوپنی شوند. شایع‌ترینِ این‌ها، آن دسته از داروهای شیمی‌درمانی هستند که موجب نارسایی مغز استخوان می‌شوند. گاهی به ندرت برخی از داروهای دیگر (آنتی‌بیوتیک‌ها، داروهای سیستم عصبی، داروهای فشار خون و داروهای قلبی) ممکن است باعث این عارضه شوند. آنتی‌بیوتیک‌های لینزولید و کلرامفنیکل در برخی از افراد موجب پان‌سیتوپنی می‌شوند.
در موارد نادری هم برخی از بیماری‌ها نظیر مونونوکلئوز عفونی یا بعضی بیماری‌های ویروسی موجب این حالت می‌شوند، به‌ویژه ویروس اچ‌آی‌وی.

## مکانیسم
علت این عارضه، فعال‌شدن غیر ضروری و غیرموثر لنفوسیت‌های تی است که منجر به افزایش فعالیت لنفو فاگوسیتی می‌گردد. ماکروفاژهای فعال‌شده توسط این لنفوسیت‌های T، اریتروسیت‌ها، لکوسیت‌ها و پلاکت‌ها را می‌خورند. این مکانیسم در سندرم دیگری تحت عنوان «لنفوهیستوسیتوز هموفاگوسیتیک» (HLH) هم دیده می‌شود که در آن علاوه بر پان‌سیتوپنی، تب و اسپلنومگالی و هموفاگوسیتوز در مغز استخوان، کبد و غدد لنفاوی وجود دارد.

## تشخیص
جهت تشخیص پان‌سیتوپنی و علل به‌وجود آورندهٔ آن، اغلب نیاز به بیوپسی مغز استخوان وجود دارد:
- کم‌خونی: هموگلوبین کمتر از ۱۳٫۵ گرم در دسی‌لیتر (مردان) یا کمتر از ۱۲ گرم در دسی‌لیتر (زنان)
- لکوپنی: شمارش گلبول‌های سفید کمتر از ۴×۱۰۹/لیتر
- ترومبوسیتوپنی: شمارش پلاکت کمتر از ۱۵۰×۱۰۹/لیتر

## درمان
- درمان علت اصلی بیماری
- انتقال خون بسته به نیاز